# Ак Мор, Карлес
Карлес Ак Мор (кат. Carles Hac Mor, настоящее имя — Carles Hernández i Mor; 26 ноября 1940, Льейда, Каталония, Испания — 27 января 2016, Сан-Фелиу-де-Гишольс, Каталония, Испания) — каталанский писатель, драматург и сценарист.
В 1970-х годах был активным деятелем художественного объединения «Рабочая группа концептуального искусства». В это время под псевдонимом Игнази Убак (Ignasi Ubach) в газете «Теле/Экспрес» (Tele/eXprés) издал серию статей, посвящённых текстуализму, основал несколько журналов, в частности, «Текстуаль» (Tecstual), «Подоконник» (Ampit, Ампит) и «Самолётик» (L’avioneta, Л’авионета), сотрудничал с газетами «Эль Паис» (El País), «Диари де Барселона» (Diari de Barcelona), «Авуй» (Avui).
Определив себя как «инфрапоэта», он начал развивать жанры личного изобретения с 1970-х годов, такие как «l’escalaborn», «la paraparèmia» и «l’hiposeptimí».
Написал более сорока книг поэзий, прозы, драматургии, сценариев и эссе (часть из которых — совместно с писательницей Эстер Шаргай). Лауреат нескольких литературных премий.